# 田承嗣
田 承嗣（でん しょうし）は、唐代の節度使。河朔三鎮の一つであった天雄軍を率いた。

## 略歴
平州盧龍県の出身。代々盧龍軍の将校であり、安禄山の麾下に隷属していた。安史の乱の際には張忠志（後の李宝臣）とともに安禄山軍の先鋒となり、河洛を陥れた。郭子儀が東都（長安）を平定すると、田承嗣は唐軍に下ったが、ほどなくして再度叛旗を翻し、史思明に従った。史思明の子の史朝義討滅後、唐の朝廷は賊軍からの降将を河北の地に分帥させているが、763年（広徳元年）、魏博徳滄瀛五州都防禦使、まもなく節度使に任命され、翌年、天雄軍の軍額を手に入れ、盧龍軍節度使の李懐仙・成徳軍節度使の李宝臣とともに皇帝の命令を奉じずに横暴な振る舞いをするようになった。
田承嗣は領内の官吏を自分自身で任命し、税収を独占して中央には送らず、10万人の壮丁を徴発し、そのうち1万人を選んで牙中軍を作った。また代宗の皇女の新都公主を子の田華の嫁に迎え、自分の娘を李宝正（成徳軍節度使の李宝臣の弟）の妻とし、子の一人に昭義軍節度使の薛嵩の娘を娶らせるなど、唐室や河北諸鎮と通婚し、同中書門下平章事を加えられ、雁門郡王に封じられている。775年（大暦10年）には相衛、翌年には汴宋節度使の内乱に介入して、積極的に領土を拡大している。
朝廷もこれに手を拱いていたわけではなく、775年に代宗は天雄藩鎮を取り巻く成徳・平盧・盧龍・昭義などの9つの藩鎮に命じて、田承嗣討伐を持ちかけている。これは天雄藩鎮の会府魏州で、子の田維が李宝正と撃毬の試合中に落馬してなくなった際に、李宝正を杖殺したことから、天雄と成徳の藩鎮はにわかに不和となり、さらに田承嗣がかねてから裏で手を回して昭義藩鎮の将兵に内服を起こさせ、領域の拡大を図っていたことが原因であった。しかし、朝廷の藩鎮兵力への依存と統制力不足により、平盧や成徳の離脱を招き、結果として討伐に失敗している。
田承嗣はたびたび諸州を寇掠しようとしたが、官軍に攻められ、情勢が不利とみれば忽ちのうちに常に謝罪していたという。779年（大暦14年）に75歳で死去するまで領土の世襲を求め、河南北諸鎮と同盟を結んでいる。

## 伝記史料
- 『旧唐書』巻141 列伝第九十一 田承嗣
- 『新唐書』巻210 列伝第一百三十五 田承嗣